# Condado de Monroe (Florida)
El condado de Monroe es un condado del estado de Florida, Estados Unidos. Tiene una población estimada, a mediados de 2022, de 81 708 habitantes.
La sede del condado es Cayo Hueso (en inglés, Key West).

## Historia
El condado de Monroe fue creado en 1823. Fue nombrado en honor a James Monroe, quinto Presidente de los Estados Unidos (1817-1825).

## Geografía
Prácticamente toda la población del condado vive en la cadena de islas conocida como los Cayos de la Florida.
Las dos terceras partes del área continental del condado pertenecen al Parque Nacional de los Everglades y el resto a la Gran Reserva de Cipreses, en la parte nordeste. La zona, conocida como Cape Sable, está prácticamente deshabitada. Esta área abarca el 87 % de la superficie del condado, pero solo 17 personas vivían allí, según el censo de 2020.
Entre la costa sur de Florida y los cayos está la bahía de Florida, que también forma parte del Parque Nacional de los Everglades. En esta bahía hay numerosas isletas o cayos.

## Demografía

### Censo de 2020
Según el censo de 2020, en ese momento el condado tenía 82 874 habitantes y 36 433 hogares. La densidad de población era de 32 hab/km². Había 53 961 viviendas, lo que representaba una densidad de 21/km².
|                        | Núm.   | Porc.  |
| ---------------------- | ------ | ------ |
| Blancos                | 60 153 | 72.58% |
| Afroamericanos         | 4807   | 5.80%  |
| Amerindios             | 345    | 0.42%  |
| Asiáticos              | 1170   | 1.41%  |
| Isleños del Pacífico   | 64     | 0.08%  |
| De otras razas         | 3858   | 4.66%  |
| De una mezcla de razas | 12 477 | 15.06% |

Del total de la población, el 23.45% eran hispanos o latinos de cualquier raza.

### Censo de 2000
Según el censo de 2000, en ese momento el condado tenía 79 589 habitantes, 35 086 hogares y 20 384 familias. La densidad de población era de 31 hab/km². Había 51 617 unidades habitacionales, lo que representaba una densidad de 20/km². El 90.65% de los habitantes eran blancos, el 4.77% eranafroamericanos, el 0.38% eran amerindios, el 0.83% eran asiáticos, el 0.04% eran isleños del Pacífico, el 1.55% eran de otras razas y el 1.78% eran de una mezcla de razas. Del total de la población, el 15.77% eran hispanos o latinos de cualquier raza.
De los 35 086 hogares, en el 20.80% de ellos vivían menores de edad, el 46.80% estaban formados por parejas casadas que vivían juntas, el 7.30% eran encabezados por una mujer sin esposo presente y el 41.90% no eran familias. El 28.80% de todos los hogares estaban formados por una sola persona y el 8.20% incluían a una persona de más de 65 años. El promedio de habitantes por hogar era de 2.23 y el tamaño promedio de las familias era de 2.73 personas.
El 17.10% de la población del condado tenía menos de 18 años, el 6.30% tenía entre 18 y 24 años, el 31.10% tenía entre 25 y 44 años, el 30.90% tenía entre 45 y 64 años y el 14.60% tenía más de 65 años de edad. La edad media era de 43 años. Por cada 100 mujeres había 113.90 hombres y por cada 100 mujeres de más de 18 años había 114.80 hombres.
Los ingresos medios de los hogares del condado eran de $42 283 y los ingresos medios de las familias eran de $50 734. Los hombres tenían ingresos medios por $31 266 frente a los $25 709 que percibían las mujeres. Los ingresos per cápita en el condado eran de $26 102. El 10.20% de la población y el 6.80% de las familias estaban por debajo del umbral de pobreza. De la población total bajo el umbral de pobreza, el 11,80% eran menores de 18 años y el 8.80% eran mayores de 65 años.

## Comunidades

### Ciudades
- Cayo Hueso
- Marathon
- Key Colony Beach
- Layton

### Villas
- Islamorada

### Lugares designados por el censo (census-designated places,CDP)
- Stock Island
- Big Coppitt Key
- Cudjoe Key
- Big Pine Key
- Duck Key
- Tavernier
- Cayo Largo
- North Key Largo

### Administración local
- Junta de comisionados del Condado de Monroe página principal
- Registro de propiedad del Condado de Monroe
- Oficina del alguacil del Condado de Monroe
- Supervisión de elecciones del Condado de Monroe
- Oficina de impuestos del Condado de Monroe

### Turismo
- Los Cayos de Florida Cayo Oeste Consejo para el desarrollo del turismo del Condado de Monroe

- Datos: Q263742
- Multimedia: Monroe County, Florida / Q263742